# Hơgơr prong

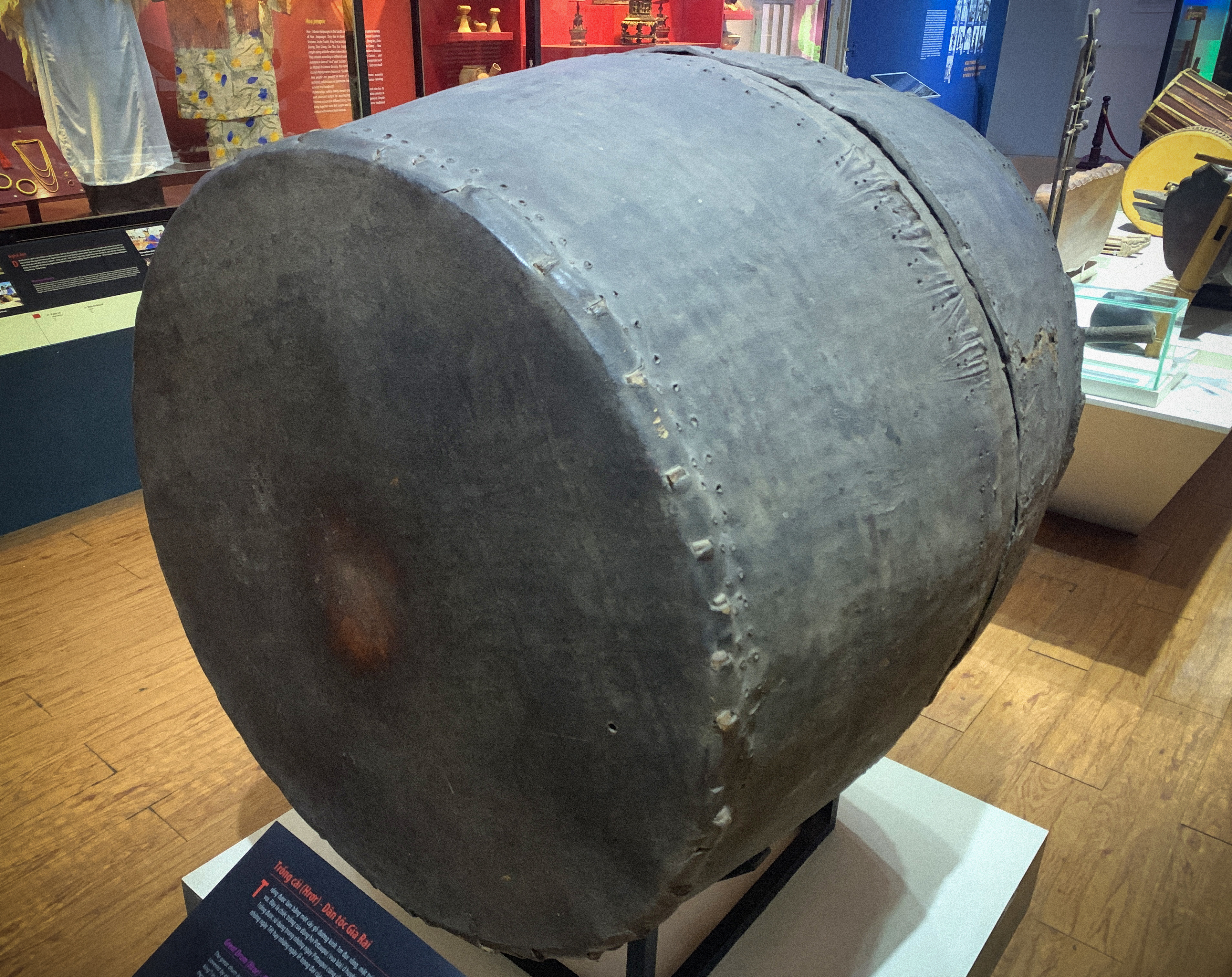
Trống hơgơr tại Bảo tàng Lịch sử TPHCM.

Hơgơr Prong là loại trống rất lớn, không định âm của các dân tộc ở Tây Nguyên. Người Ba Na gọi nó là hơgơr tăk hoặc p'nưng, người Gia Rai gọi là hơgơr prong hoặc hơge m'nâng, còn người Êđê gọi đơn giản là hơgơr. Tuy nhiên, loại trống này còn có một cái tên tượng thanh phổ biến là "đùng" (nhiều dân tộc gọi).
Hơgơr gồm các bộ phận chính như sau:
- Thân trống: bằng gỗ lim, dâu; dài khoảng 1,5m; đường kính khoảng 1m và có 2 đầu rỗng. Thân trống hình trụ, đoạn giữa hơi phình ra, được làm từ 1 cây gỗ duy nhất.
- Mặt trống: bịt da voi hoặc trâu hay loại da khác (nhưng phải là da của một con đực và một con cái để bịt hai mặt). Lớp da căng trên 2 đầu trống bằng đinh tre, gỗ đóng theo phương pháp nêm dăm rồi phủ trùm toàn bộ thân trống, đính chặt vào thân trống bằng những đinh tre nhỏ.
- Dùi gỗ: dài khoảng 60 cm, đường kính 5 cm, đầu dùi bọc vải.

Trống hơgơr prong có âm thanh trầm, vang xa. Nó phụ trách những âm trầm, đánh điểm các phách mạch hoặc gây không khí, tạo cao trào trong dàn nhạc. Theo truyền thống, người ta treo hơgơr prong trên xà nhà, đặc biệt nếu là loại thiêng thì không bao giờ mang xuống đất sau khi đã treo lên. Chỉ có những người uy tín nhất trong bản làng mới có quyền sử dụng loại trống này. Nếu 1 người đánh thì chỉ đánh vào 1 mặt, còn nếu 2 người thì mỗi người đánh 1 mặt bằng dùi.
Người dân tộc thường sử dụng trống hơgơr prong trong lễ đâm trâu, lễ cúng thần gươm, lễ cúng cầu mưa và lễ Tết. Trống hơgơr còn xuất hiện trong lễ Cúng sức khoẻ của người Ê Đê.